# Свети Никола (Раковец)
Вижте пояснителната страница за други значения на Свети Никола.
„Свети Никола“ (на македонска литературна норма: „Свети Никола“) е възрожденска православна църква във велешкото село Раковец, централната част на Северна Македония. Храмът е част от Повардарската епархия на Македонската православна църква – Охридска архиепископия.

## Архитектура
Църквата е изградена през XVII век в центъра на селото. В архтектурно отношение е еднокорабен храм с полукръгла апсида на изток и дограден затворен трем на западната страна. Засводена е с полукръгъл свод. Входът е от запад. Осветлението става чрез прозоречен отвор на северната стена и втори на източната над апсдата. Градежът е от ломен камък. Църквата е изцяло измазана и наново покрита с керемиди.

## Живопис
Надпис на северната стена уведомява, че в 1974 година на храма е направен ремонт. Тогава неопитният зограф Миле Ристовски от Прилеп прерисува оригиналната живопис от XVII век. Според проучванията, направени в 1972 година от екип на Националния консерваторски център оригинална живопис от XVII век е имало в апсидата - Богородица Ширшая небес и Свети Василий Велики, а в проскомидиалната ниша Иисус Христос.
Иконите на двуредовия иконостас са от 1884 година и са дело на видния зограф Димитър Андонов Папрадишки, за което свидетелства подписът му на престолната икона на Свети Никола: „отъ руки Димо зуграфъ отъ Папрадища 1884 декември 22“. Иконата на Иисус Христос също е датирана 1884.